# Aptiganel
Aptiganel (Cerestat; CNS-1102) je neuspešan kandidat za lek koji deluje kao nekonkurentni antagonist NMDA, a koji je razvijala kompanija Cambridge Neuroscience, Inc kao tretman za moždani udar. On ima neuroprotektivne efekte i istraživan je za potencijalnu upotrebu u lečenju moždanog udara, ali uprkos pozitivnim rezultatima u studijama na životinjama, ispitivanja na ljudima su pokazala ograničenu efikasnost, kao i neželjene nuspojave kao što su sedacija i halucinacije, i klinički razvoj ultimatno nije nastavljen.
Neuspeh ovog leka doveo je do kolapsa preduzeća Kembridž neuronauka 1998. i njegove prodaje firmi CeNeS Farmaceutikals 2000. godine.
Druge gvanidinske supstance na kojima je kompanija vršila testove bile su Cns-1145 i CNS1237.

## Sinteza
1-Naftilamin reaguje sa cijanogen bromidom da bi se dobilo jedinjenje 2. Tretman ovog intermedijera sa 3-etil-N-metilanilinom dovodi do dodavanja cijano grupe i formiranja odgovarajućeg diaril gvanidina, aptiganela, 3.

## Osobine
Aptiganel je organsko jedinjenje, koje sadrži 20 atoma ugljenika i ima molekulsku masu od 303,401 .
| Osobina                  | Vrednost |
| ------------------------ | -------- |
| Broj akceptora vodonika  | 1        |
| Broj donora vodonika     | 2        |
| Broj rotacionih veza     | 5        |
| Particioni koeficijent ( | 4,6      |
| Rastvorljivost (logS, log(mol/L))       | -5,0     |
| Polarna površina (PSA, Å2)  | 39,1     |

## Literatura
- Hardman JG, Limbird LE, Gilman AG (2001). Goodman & Gilman's The Pharmacological Basis of Therapeutics (10. изд.). New York: McGraw-Hill. ISBN 0071354697. doi:10.1036/0071422803.
- Thomas L. Lemke; David A. Williams, ур. (2007). Foye's Principles of Medicinal Chemistry (6. изд.). Baltimore: Lippincott Willams & Wilkins. ISBN 0781768799.